# Всеукраїнська асоціація об’єднаних територіальних громад
Всеукраїнська Асоціація об’єднаних територіальних громад (Асоціація ОТГ; англ. Association of Amalgamated Territorial Communities) — це об’єднання місцевих рад об’єднаних територіальних громад (ОТГ), що створене ними з метою більш ефективного здійснення своїх повноважень, узгодження дій органів місцевого самоврядування відповідного рівня щодо захисту прав та інтересів об’єднаних територіальних громад, сприяння їх розвитку.
Асоціація була утворена 25 листопада 2016 року під назвою «Асоціація об’єднаних територіальних громад» за ініціативи трьох об'єднаних територіальних громад: Новоукраїнської ОТГ на Кіровоградщині, Пирятинської ОТГ на Полтавщині та Новоборівської ОТГ на Житомирщині.
16 лютого 2017 року пройшли перші загальні збори асоціації, у яких брали участь представники близько 60 ОТГ, 37 із яких вже встигли приєднатися до асоціації.
Станом на березень 2023 року членами Асоціації вже є 669 територіальних громад України. 

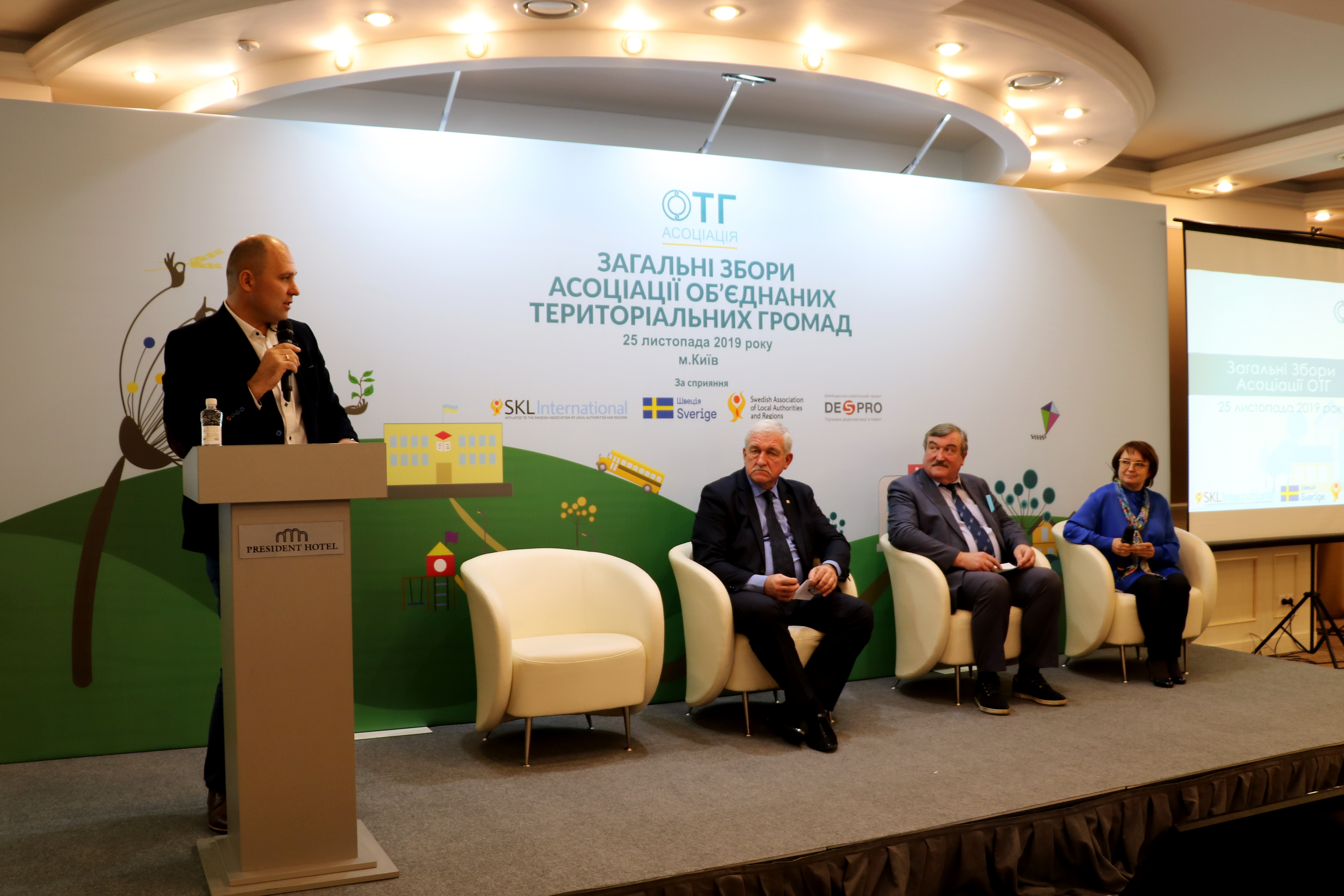
Загальні Збори Асоціації ОТГ (25.11.2019)

26 листопада 2019 року Асоціація ОТГ набула статус всеукраїнської і змінила свою назву на «Всеукраїнська асоціація органів місцевого самоврядування „Асоціація об'єднаних територіальних громад“».
Під час пандемії коронавірусу, у квітні 2020 року Асоціація ОТГ презентувала спеціалізовану інтернет-сторінку «Громади проти COVID-19», де була розміщена інформація, як організувати роботу виконавчих органів місцевого самоврядування в період карантину, як оптимізувати заходи з протидії COVID-19 на об’єктах житлового господарства.

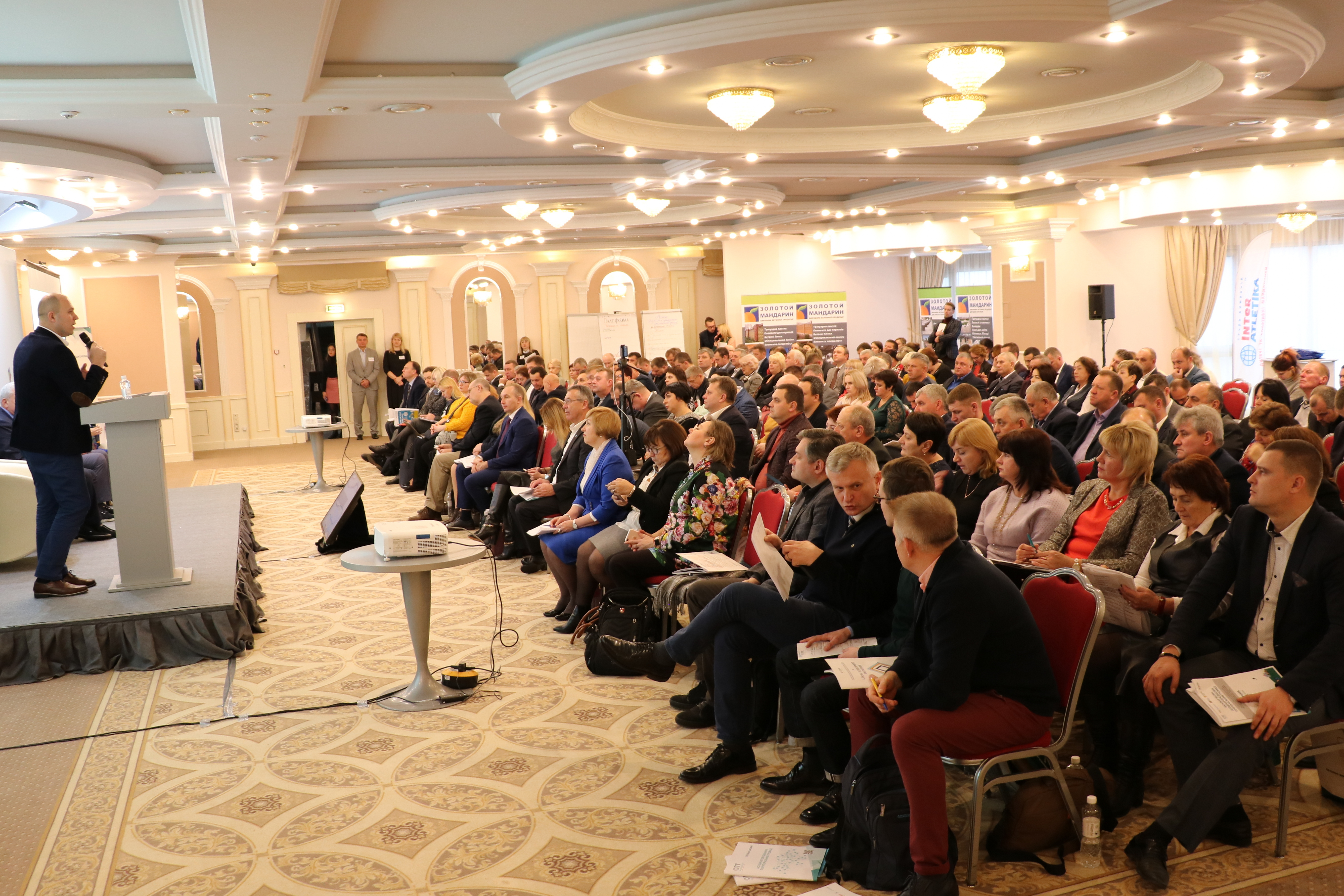
Загальні Збори Всеукраїнської Асоціації ОТГ